# Niżniaja Dobrinka (rejon kamyszyński)
Niżniaja Dobrinka (ros. Нижняя Добринка) – wieś w Rosji, w obwodzie wołgogradzkim, w rejonie kamyszyńskim. W 2021 liczyła 1045 mieszkańców.